# Président de la République dominicaine
Le président de la République dominicaine (en espagnol : Presidente de la República Dominicana) est de le chef de l'État et du gouvernement de la République dominicaine.
La République dominicaine étant régie par un régime présidentiel, le président, à la tête du gouvernement, est le principal détenteur du pouvoir exécutif.
L'actuel titulaire de la fonction est Luis Abinader, depuis le 16 août 2020.

## Système électoral

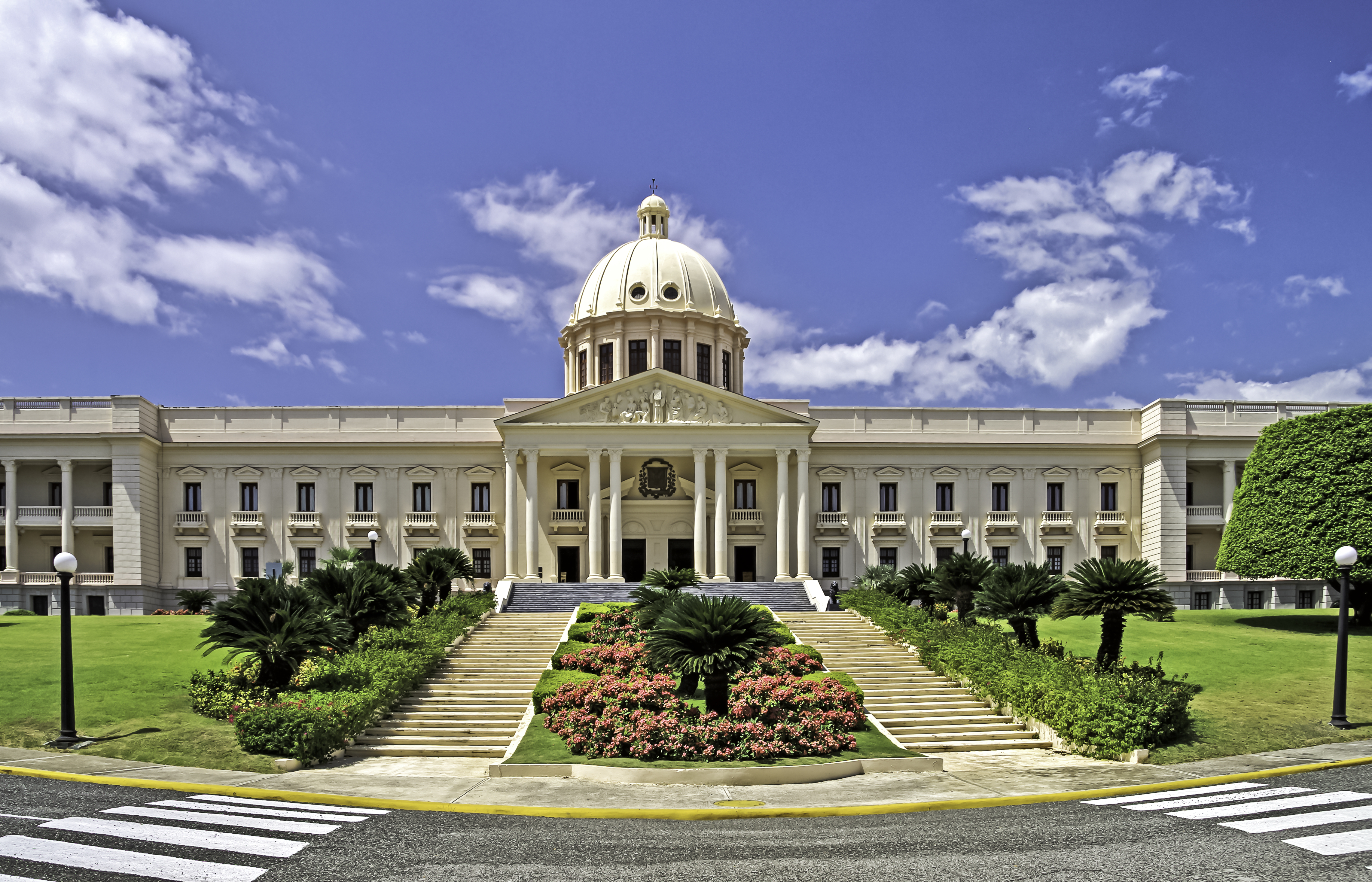
Le Palais national, résidence officielle du président de la République dominicaine.

Le président de la République dominicaine et le vice-président sont élus au scrutin majoritaire à deux tours pour un mandat de quatre ans, renouvelable une seule fois, au sein d'une candidature commune (ticket électoral). Si aucun candidat n'obtient la majorité absolue des suffrages exprimés au premier tour, un second est organisé entre les deux candidats arrivés en tête, et celui recueillant le plus de suffrages est déclaré élu. 
Les candidats à la présidence et leurs colistiers doivent être âgés d'au moins trente ans, posséder la citoyenneté dominicaine depuis la naissance, être en pleine possession de leurs droits civiques, et ne pas avoir exercer d'activité militaire ou policière dans les trois ans précédant l'élection.